# Formel-1-Weltmeisterschaft 1996

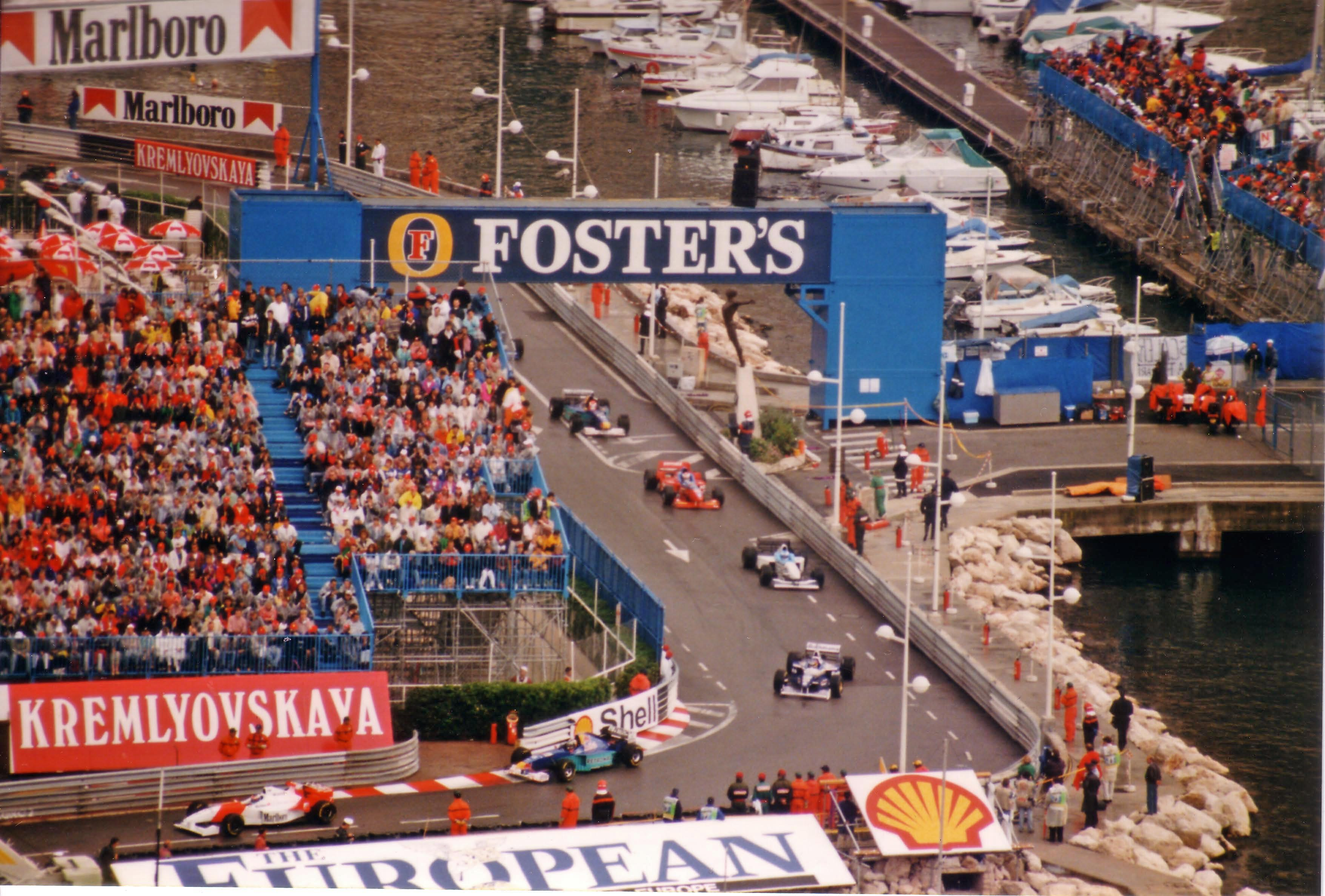
Einführungsrunde des GP Monaco 1996

Die Formel-1-Weltmeisterschaft 1996 war die 47. Saison der Formel-1-Weltmeisterschaft. Sie wurde über 16 Rennen in der Zeit vom 10. März 1996 bis zum 13. Oktober 1996 ausgetragen. Damon Hill gewann zum einzigen Mal die Fahrerweltmeisterschaft. Williams-Renault wurde zum 8. Mal Konstrukteursweltmeister.

## Änderungen 1996

### Reglement
Das technische Reglement schrieb weitere Maßnahmen zum Schutz der Fahrer vor. Diesmal wurden die Cockpitwände weiter erhöht. Außerdem wurden die Endplatten der Frontflügel auf eine maximale Dicke von 10 mm beschränkt, um mögliche Reifenschäden bei Kollisionen einzuschränken.
Neuerungen gab es auch im sportlichen Reglement. Hauptsächlich umgestellt wurde dabei die Rennqualifikation: Nachdem in den Vorjahren jeweils am Freitag (bzw. Donnerstag beim Großen Preis von Monaco) und Samstag des Rennwochenendes Durchgänge der Qualifikation stattgefunden hatten, wurde dies nun auf eine ausschließliche Samstagsqualifikation beschränkt. Dafür fand nun jeweils freitags ein zusätzliches freies Training statt. Weiter wurde nun die 107-Prozent-Regel eingeführt, die für Fahrzeuge, die als bestes Ergebnis der Qualifikation mehr als 107 % der Pole-Zeit benötigt hatten, die Nichtqualifikation zur Folge hatte. Diese Regel wurde u. a. eingeführt, nachdem im Vorjahr die Fahrzeuge des Forti-Teams teils deutlich langsamer gewesen waren als der Rest des Feldes und es deshalb zu zahlreichen riskanten Überrundungsmanövern gekommen war.
Ebenfalls wurden nun bei allen Rennen einheitliche Safety Cars und Medical Cars eingeführt.

### Strecken
Der Große Preis des Pazifiks fand nach zwei Ausgaben nicht erneut statt, somit reduzierte sich die Anzahl der Saisonrennen wieder auf 16. Ansonsten wurde der Rennkalender teils umgestellt: Der Große Preis von Australien fand statt am Saisonende nun an dessen Anfang statt. Darüber hinaus wechselte dieses Rennen nach zehn Jahren auf dem Adelaide Street Circuit erstmals auf den ebenfalls temporären Albert Park Circuit in Melbourne. Daneben wechselte der Große Preis von Europa, der erneut auf dem Nürburgring stattfand, in den Frühling und stellte somit das erste Rennen der „europäischen“ Saison dar. Ferner tauschten der Große Preis von Monaco und der Großen Preis von Spanien ihre Positionen.

### Teams
Pacific Grand Prix trat 1996 nach zwei Saisons nicht erneut an, nachdem Simtek bereits nach sechs Rennen der Saison 1995 den Betrieb eingestellt hatte. Das Teilnehmerfeld der Formel 1 schrumpfte damit 1996 auf nur noch 22 Fahrzeuge. Forti Corse geriet, nachdem Pedro Diniz und seine Sponsoren das Team verlassen hatten, in wirtschaftliche Schwierigkeiten. Der Rennstall hielt sich mit Mühe bis in den Frühsommer und versuchte im Juli durch eine Verbindung zum vorgeblichen Investor Shannon Racing eine Neuaufstellung. Shannon war allerdings Teil eines europaweit operierenden Betrugsnetzwerks und trug nichts zum Überleben Fortis bei. Der Rennstall stellte zum Großen Preis von Deutschland den Betrieb ein.

### Motoren
Bei den Motorenlieferanten gab es keinerlei Veränderungen. Allerdings brachte Ford bei seinem Partnerteam Sauber mit dem Cosworth JD seinen ersten V10-Motor an den Start. Auch Ferrari ging diesen Weg und verabschiedete sich 1996 endgültig von den zuvor für dieses Team charakteristischen Zwölfzylindern.

### Fahrer
Aufsehen erregte die Fahrerpolitik von Ferrari, das den amtierenden Doppelweltmeister Michael Schumacher von Benetton unter Vertrag nahm und mit dem vormaligen Jordan-Fahrer Eddie Irvine auch das zweite Cockpit neu besetzte. Im Gegenzug wechselte die vorige Ferrari-Fahrerpaarung aus Gerhard Berger und Jean Alesi gemeinsam zu Benetton. Jordan wiederum ließ den zweiten Wagen neben Rubens Barrichello nun vom vorigen Ligier-Piloten Martin Brundle lenken. An dessen Stelle trat dort der brasilianische Paydriver Pedro Diniz, der im Vorjahr bei Forti debütiert hatte. Jenes Team schließlich stellte sich in dieser Saison mit dem im Vorjahr für Minardi aktiven Luca Badoer und dem vormaligen Pacific-Fahrer Andrea Montermini komplett neu auf.
Johnny Herbert, der andere Benetton-Fahrer 1995, wechselte für 1996 zu Sauber und wurde Teamkollege von Heinz-Harald Frentzen. Jean-Christophe Boullion und Karl Wendlinger, die 1995 abwechselnd für Sauber gefahren waren, traten dagegen nicht mehr in der Formel 1 an. Minardi trat weiterhin mit dem Portugiesen Pedro Lamy an, das zweite Cockpit teilten sich nacheinander die Debütanten Giancarlo Fisichella, Tarso Marques und Giovanni Lavaggi. Komplett neu war die Fahrerpaarung bei Footwork, wo der vormalige Benetton- und Simtek-Fahrer Jos Verstappen auf den Neuling Ricardo Rosset traf.
Ebenfalls Aufsehen erregte Williams, das den CART-Meister des Vorjahres Jacques Villeneuve antreten ließ. David Coulthard, zweiter Fahrer bei Williams neben dem zweimaligen Vizeweltmeister Damon Hill, wechselte daraufhin zu McLaren. Mark Blundell und Nigel Mansell, die im Vorjahr neben Mika Häkkinen bei McLaren angetreten waren, verließen nun die Formel 1. Die Paarung aus Häkkinen und Coulthard stellte sich als erfolgreich heraus und hatte bis 2001 Bestand.
Keine Umbesetzung gab es lediglich bei Tyrrell.

## Teams und Fahrer
| Foto           | Team                        | Chassis                | Motor                 | Reifen | Nr.            | Stammfahrer           | Rennen  | Test-/ Ersatzfahrer            |
| -------------- | --------------------------- | ---------------------- | --------------------- | ------ | -------------- | --------------------- | ------- | ------------------------------ |
| Ferrari F310   | Scuderia Ferrari SpA        | Ferrari F310           | Ferrari 3.0 V10       | G      | 1              | Michael Schumacher    | 1–16    | Nicola Larini                  |
| Ferrari F310   | Scuderia Ferrari SpA        | Ferrari F310           | Ferrari 3.0 V10       | G      | 2              | Eddie Irvine          | 1–16    | Nicola Larini                  |
| Benetton B196  | Mild Seven Benetton Renault | Benetton B196          | Renault 3.0 V10       | G      | 3              | Jean Alesi            | 1–16    | Allan McNish Vincenzo Sospiri  |
| Benetton B196  | Mild Seven Benetton Renault | Benetton B196          | Renault 3.0 V10       | G      | 4              | Gerhard Berger        | 1–16    | Allan McNish Vincenzo Sospiri  |
| Williams FW18  | Rothmans Williams Renault   | Williams FW18          | Renault 3.0 V10       | G      | 5              | Damon Hill            | 1–16    | Jean-Christophe Boullion       |
| Williams FW18  | Rothmans Williams Renault   | Williams FW18          | Renault 3.0 V10       | G      | 6              | Jacques Villeneuve    | 1–16    | Jean-Christophe Boullion       |
| McLaren MP4/11 | Marlboro McLaren Mercedes   | McLaren MP4/11         | Mercedes-Benz 3.0 V10 | G      | 7              | Mika Häkkinen         | 1–16    | Jan Magnussen                  |
| McLaren MP4/11 | Marlboro McLaren Mercedes   | McLaren MP4/11         | Mercedes-Benz 3.0 V10 | G      | 8              | David Coulthard       | 1–16    | Jan Magnussen                  |
| Ligier JS43    | Ligier Gauloises Blondes    | Ligier JS43            | Mugen-Honda 3.0 V10   | G      | 9              | Olivier Panis         | 1–16    | Kelvin Burt                    |
| Ligier JS43    | Ligier Gauloises Blondes    | Ligier JS43            | Mugen-Honda 3.0 V10   | G      | 10             | Pedro Diniz           | 1–16    | Kelvin Burt                    |
| Jordan 196     | B&H Total Jordan Peugeot    | Jordan 196             | Peugeot 3.0 V10       | G      | 11             | Rubens Barrichello    | 1–16    | Gianni Morbidelli              |
| Jordan 196     | B&H Total Jordan Peugeot    | Jordan 196             | Peugeot 3.0 V10       | G      | 12             | Martin Brundle        | 1–16    | Gianni Morbidelli              |
| Sauber C15     | Red Bull Sauber Ford        | Sauber C15             | Ford Zetec-R 3.0 V10  | G      | 14             | Johnny Herbert        | 1–16    | Norberto Fontana               |
| Sauber C15     | Red Bull Sauber Ford        | Sauber C15             | Ford Zetec-R 3.0 V10  | G      | 15             | Heinz-Harald Frentzen | 1–16    | Norberto Fontana               |
|                | Footwork Hart               | Footwork FA17          | Hart 3.0 V8           | G      | 16             | Ricardo Rosset        | 1–16    | Kenny Bräck                    |
| 17             | Footwork Hart               | Footwork FA17          | Hart 3.0 V8           | G      | Jos Verstappen | 1–16                  |         | Kenny Bräck                    |
| Tyrrell 024    | Tyrrell Yamaha              | Tyrrell 024            | Yamaha 3.0 V10        | G      | 18             | Ukyō Katayama         | 1–16    | Emmanuel Collard               |
| Tyrrell 024    | Tyrrell Yamaha              | Tyrrell 024            | Yamaha 3.0 V10        | G      | 19             | Mika Salo             | 1–16    | Emmanuel Collard               |
| Minardi M195B  | Minardi Team                | Minardi M195B          | Ford EDM2/EDM3 3.0 V8 | G      | 20             | Pedro Lamy            | 1–16    | Giovanni Lavaggi Tarso Marques |
| Minardi M195B  | Minardi Team                | Minardi M195B          | Ford EDM2/EDM3 3.0 V8 | G      | 21             | Giancarlo Fisichella  | 1, 4–10 | Giovanni Lavaggi Tarso Marques |
| Minardi M195B  | Minardi Team                | Minardi M195B          | Ford EDM2/EDM3 3.0 V8 | G      | 21             | Tarso Marques         | 2, 3    | Giovanni Lavaggi Tarso Marques |
| Minardi M195B  | Minardi Team                | Minardi M195B          | Ford EDM2/EDM3 3.0 V8 | G      | 21             | Giovanni Lavaggi      | 11–16   | Giovanni Lavaggi Tarso Marques |
| Forti FG01B    | Forti Grand Prix            | Forti FG01B Forti FG03 | Ford Zetec-R 3.0 V8   | G      | 22             | Luca Badoer           | 1–10    | Franck Lagorce                 |
| Forti FG01B    | Forti Grand Prix            | Forti FG01B Forti FG03 | Ford Zetec-R 3.0 V8   | G      | 23             | Andrea Montermini     | 1–10    | Franck Lagorce                 |

## Rennkalender
| Nr. | Datum         | Grand Prix (Strecke)         | Distanz (km) | Sieger                                | Zweiter                               | Dritter                               | Pole- Position                        | Schnellste Rennrunde                  | Gesamtführender Fahrer        | Gesamtführender Konstrukteur |
| --- | ------------- | ---------------------------- | ------------ | ------------------------------------- | ------------------------------------- | ------------------------------------- | ------------------------------------- | ------------------------------------- | ----------------------------- | ---------------------------- |
| 01  | 10. März      | Australien (Melbourne)       | 307,516      | Damon Hill (Williams-Renault)         | Jacques Villeneuve (Williams-Renault) | Eddie Irvine (Ferrari)                | Jacques Villeneuve (Williams-Renault) | Jacques Villeneuve (Williams-Renault) | Damon Hill (Williams-Renault) | Williams-Renault             |
| 02  | 31. März      | Brasilien (São Paulo)        | 307,075      | Damon Hill (Williams-Renault)         | Jean Alesi (Benetton-Renault)         | Michael Schumacher (Ferrari)          | Damon Hill (Williams-Renault)         | Damon Hill (Williams-Renault)         | Damon Hill (Williams-Renault) | Williams-Renault             |
| 03  | 7. April      | Argentinien (Buenos Aires)   | 306,482      | Damon Hill (Williams-Renault)         | Jacques Villeneuve (Williams-Renault) | Jean Alesi (Benetton-Renault)         | Damon Hill (Williams-Renault)         | Jean Alesi (Benetton-Renault)         | Damon Hill (Williams-Renault) | Williams-Renault             |
| 04  | 28. April     | Europa (Nürburg)             | 305,252      | Jacques Villeneuve (Williams-Renault) | Michael Schumacher (Ferrari)          | David Coulthard (McLaren-Mercedes)    | Damon Hill (Williams-Renault)         | Damon Hill (Williams-Renault)         | Damon Hill (Williams-Renault) | Williams-Renault             |
| 05  | 5. Mai        | San Marino (Imola)           | 308,196      | Damon Hill (Williams-Renault)         | Michael Schumacher (Ferrari)          | Gerhard Berger (Benetton-Renault)     | Michael Schumacher (Ferrari)          | Damon Hill (Williams-Renault)         | Damon Hill (Williams-Renault) | Williams-Renault             |
| 06  | 19. Mai       | Monaco (Monte Carlo)         | 249,600      | Olivier Panis (Ligier-Mugen-Honda)    | David Coulthard (McLaren-Mercedes)    | Johnny Herbert (Sauber-Ford)          | Michael Schumacher (Ferrari)          | Jean Alesi (Benetton-Renault)         | Damon Hill (Williams-Renault) | Williams-Renault             |
| 07  | 2. Juni       | Spanien (Montmeló)           | 307,114      | Michael Schumacher (Ferrari)          | Jean Alesi (Benetton-Renault)         | Jacques Villeneuve (Williams-Renault) | Damon Hill (Williams-Renault)         | Michael Schumacher (Ferrari)          | Damon Hill (Williams-Renault) | Williams-Renault             |
| 08  | 16. Juni      | Kanada (Montréal)            | 305,049      | Damon Hill (Williams-Renault)         | Jacques Villeneuve (Williams-Renault) | Jean Alesi (Benetton-Renault)         | Damon Hill (Williams-Renault)         | Jacques Villeneuve (Williams-Renault) | Damon Hill (Williams-Renault) | Williams-Renault             |
| 09  | 30. Juni      | Frankreich (Magny-Cours)     | 305,814      | Damon Hill (Williams-Renault)         | Jacques Villeneuve (Williams-Renault) | Jean Alesi (Benetton-Renault)         | Michael Schumacher (Ferrari)          | Jacques Villeneuve (Williams-Renault) | Damon Hill (Williams-Renault) | Williams-Renault             |
| 10  | 14. Juli      | Großbritannien (Silverstone) | 308,477      | Jacques Villeneuve (Williams-Renault) | Gerhard Berger (Benetton-Renault)     | Mika Häkkinen (McLaren-Mercedes)      | Damon Hill (Williams-Renault)         | Jacques Villeneuve (Williams-Renault) | Damon Hill (Williams-Renault) | Williams-Renault             |
| 11  | 28. Juli      | Deutschland (Hockenheim)     | 307,035      | Damon Hill (Williams-Renault)         | Jean Alesi (Benetton-Renault)         | Jacques Villeneuve (Williams-Renault) | Damon Hill (Williams-Renault)         | Damon Hill (Williams-Renault)         | Damon Hill (Williams-Renault) | Williams-Renault             |
| 12  | 11. August    | Ungarn (Mogyoród)            | 305,536      | Jacques Villeneuve (Williams-Renault) | Damon Hill (Williams-Renault)         | Jean Alesi (Benetton-Renault)         | Michael Schumacher (Ferrari)          | Damon Hill (Williams-Renault)         | Damon Hill (Williams-Renault) | Williams-Renault             |
| 13  | 25. August    | Belgien (Spa-Francorchamps)  | 306,856      | Michael Schumacher (Ferrari)          | Jacques Villeneuve (Williams-Renault) | Mika Häkkinen (McLaren-Mercedes)      | Jacques Villeneuve (Williams-Renault) | Gerhard Berger (Benetton-Renault)     | Damon Hill (Williams-Renault) | Williams-Renault             |
| 14  | 8. September  | Italien (Monza)              | 305,810      | Michael Schumacher (Ferrari)          | Jean Alesi (Benetton-Renault)         | Mika Häkkinen (McLaren-Mercedes)      | Damon Hill (Williams-Renault)         | Michael Schumacher (Ferrari)          | Damon Hill (Williams-Renault) | Williams-Renault             |
| 15  | 22. September | Portugal (Estoril)           | 305,200      | Jacques Villeneuve (Williams-Renault) | Damon Hill (Williams-Renault)         | Michael Schumacher (Ferrari)          | Damon Hill (Williams-Renault)         | Jacques Villeneuve (Williams-Renault) | Damon Hill (Williams-Renault) | Williams-Renault             |
| 16  | 13. Oktober   | Japan (Suzuka)               | 310,792      | Damon Hill (Williams-Renault)         | Michael Schumacher (Ferrari)          | Mika Häkkinen (McLaren-Mercedes)      | Jacques Villeneuve (Williams-Renault) | Jacques Villeneuve (Williams-Renault) | Damon Hill (Williams-Renault) | Williams-Renault             |

## Rennberichte

### Großer Preis von Australien
| Platz | Fahrer             | Team             | Zeit        |
| ----- | ------------------ | ---------------- | ----------- |
| 1     | Damon Hill         | Williams-Renault | 1:32:50,491 |
| 2     | Jacques Villeneuve | Williams-Renault | + 38,020    |
| 3     | Eddie Irvine       | Ferrari          | + 1,02,517  |
| 4     | Gerhard Berger     | Benetton-Renault | + 1,17,037  |
| 5     | Mika Häkkinen      | McLaren-Mercedes | + 1:35,071  |
| 6     | Mika Salo          | Tyrrell-Yamaha   | + 1 Runde   |

Jacques Villeneuve überraschte in seinem ersten Rennen und erzielte auf Anhieb die Pole-Position. Hingegen griff bei beiden Fortis die neu eingeführte 107-Prozent-Regel sofort: Weder Luca Badoer noch Andrea Montermini erzielten eine für die Qualifikation zum Rennen ausreichende Rundenzeit.
Das Rennen selber musste nach dem ersten Start abgebrochen werden, als sich der Wagen von Martin Brundle infolge einer Kollision mit Johnny Herbert heftig überschlug und in zwei Teile zerbrach, wobei Brundle zum Glück unverletzt blieb. Nach dem Neustart blieb Villeneuve lange in Führung. Ein Ölverlust allerdings bremste den Kanadier aus, ließ ihn hinter Damon Hill zurückfallen und verhinderte damit einen Sieg bei Villeneuves Renndebüt.

### Großer Preis von Brasilien
| Platz | Fahrer             | Team               | Zeit        |
| ----- | ------------------ | ------------------ | ----------- |
| 1     | Damon Hill         | Williams-Renault   | 1:49:52,976 |
| 2     | Jean Alesi         | Benetton-Renault   | +17,982     |
| 3     | Michael Schumacher | Ferrari            | + 1 Runde   |
| 4     | Mika Häkkinen      | McLaren-Mercedes   | + 1 Runde   |
| 5     | Mika Salo          | Tyrrell-Yamaha     | + 1 Runde   |
| 6     | Olivier Panis      | Ligier-Mugen-Honda | + 1 Runde   |

### Großer Preis von Argentinien
| Platz | Fahrer             | Team             | Zeit        |
| ----- | ------------------ | ---------------- | ----------- |
| 1     | Damon Hill         | Williams-Renault | 1:54:55,322 |
| 2     | Jacques Villeneuve | Williams-Renault | +12,167     |
| 3     | Jean Alesi         | Benetton-Renault | + 14,154    |
| 4     | Rubens Barrichello | Jordan Peugeot   | + 55,131    |
| 5     | Eddie Irvine       | Ferrari          | + 1:04,991  |
| 6     | Jos Verstappen     | Footwork Hart    | + 1:08,913  |

### Großer Preis von Europa
| Platz | Fahrer             | Team             | Zeit        |
| ----- | ------------------ | ---------------- | ----------- |
| 1     | Jacques Villeneuve | Williams-Renault | 1:33:26,473 |
| 2     | Michael Schumacher | Ferrari          | + 0,762     |
| 3     | David Coulthard    | McLaren-Mercedes | + 32,834    |
| 4     | Damon Hill         | Williams-Renault | + 33,511    |
| 5     | Rubens Barrichello | Jordan-Peugeot   | + 33,713    |
| 6     | Martin Brundle     | Jordan-Peugeot   | + 55,567    |

Nach dem Rennen wurden beide Tyrrell-Fahrer disqualifiziert: Mika Salo wegen eines untergewichtigen Fahrzeugs, Ukyō Katayama wegen unerlaubten Anschiebens seines Fahrzeugs.

### Großer Preis von San Marino
| Platz | Fahrer             | Team             | Zeit        |
| ----- | ------------------ | ---------------- | ----------- |
| 1     | Damon Hill         | Williams-Renault | 1:35:26,156 |
| 2     | Michael Schumacher | Ferrari          | + 16,460    |
| 3     | Gerhard Berger     | Benetton-Renault | + 46,891    |
| 4     | Eddie Irvine       | Ferrari          | + 1:01,583  |
| 5     | Rubens Barrichello | Jordan-Peugeot   | + 1:18,490  |
| 6     | Jean Alesi         | Benetton-Renault | + 1:08,913  |

### Großer Preis von Monaco
| Platz | Fahrer                | Team               | Zeit        |
| ----- | --------------------- | ------------------ | ----------- |
| 1     | Olivier Panis         | Ligier-Mugen-Honda | 2:00:45,629 |
| 2     | David Coulthard       | McLaren-Mercedes   | + 4,828     |
| 3     | Johnny Herbert        | Sauber-Ford        | + 37,503    |
| 4     | Heinz-Harald Frentzen | Sauber-Ford        | + 1 Runde   |
| 5     | Mika Salo             | Tyrrell-Ford       | + 5 Runden  |
| 6     | Mika Häkkinen         | McLaren-Mercedes   | + 5 Runden  |

Olivier Panis erzielte einen überraschenden Sieg – seinen einzigen sowie den ersten des Teams seit 1981 (und zugleich auch den letzten). Ansonsten war das Rennen von Ausfällen geprägt. Lediglich vier Fahrzeuge kamen überhaupt ins Ziel, ein bis heute gültiger Negativrekord.

### Großer Preis von Spanien
| Platz | Fahrer                | Team               | Zeit        |
| ----- | --------------------- | ------------------ | ----------- |
| 1     | Michael Schumacher    | Ferrari            | 1:59:49,307 |
| 2     | Jean Alesi            | Benetton-Renault   | + 45,302    |
| 3     | Jacques Villeneuve    | Williams-Renault   | + 48,388    |
| 4     | Heinz-Harald Frentzen | Sauber-Ford        | + 1 Runde   |
| 5     | Mika Häkkinen         | McLaren-Mercedes   | + 1 Runde   |
| 6     | Pedro Diniz           | Ligier-Mugen-Honda | + 2 Runden  |

Michael Schumacher erzielte in einem aufsehenerregenden Rennen unter regnerischen Bedingungen seinen ersten Sieg für Ferrari.
Mika Salo widerfuhr seine zweite Disqualifikation der Saison, nachdem er vor dem Start unerlaubt das Fahrzeug gewechselt hatte.

### Großer Preis von Kanada
| Platz | Fahrer             | Team             | Zeit        |
| ----- | ------------------ | ---------------- | ----------- |
| 1     | Damon Hill         | Williams-Renault | 1:36:03,465 |
| 2     | Jacques Villeneuve | Williams-Renault | + 4,183     |
| 3     | Jean Alesi         | Benetton-Renault | + 54,656    |
| 4     | Mika Häkkinen      | McLaren-Mercedes | + 1:03,673  |
| 5     | David Coulthard    | McLaren-Mercedes | + 1 Runde   |
| 6     | Martin Brundle     | Jordan-Peugeot   | + 1 Runde   |

### Großer Preis von Frankreich
| Platz | Fahrer             | Team             | Zeit        |
| ----- | ------------------ | ---------------- | ----------- |
| 1     | Damon Hill         | Williams-Renault | 1:36:28,795 |
| 2     | Jacques Villeneuve | Williams-Renault | + 8,127     |
| 3     | Jean Alesi         | Benetton-Renault | + 46,442    |
| 4     | Gerhard Berger     | Benetton-Renault | + 46,859    |
| 5     | Mika Häkkinen      | McLaren-Mercedes | + 1:02,774  |
| 6     | David Coulthard    | McLaren-Mercedes | + 1:08,913  |

Michael Schumacher erzielte die Pole-Position, fiel aber in der Einlaufrunde mit Motorschaden aus und konnte das Rennen somit nicht bestreiten.
Johnny Herbert, der eigentlich auf Platz 11 ins Ziel gekommen war, wurde nach dem Rennen wegen einer illegalen Karosserie disqualifiziert.

### Großer Preis von Großbritannien
| Platz | Fahrer             | Team             | Zeit        |
| ----- | ------------------ | ---------------- | ----------- |
| 1     | Jacques Villeneuve | Williams-Renault | 1:33:00,874 |
| 2     | Gerhard Berger     | Benetton-Renault | + 19,026    |
| 3     | Mika Häkkinen      | McLaren-Mercedes | + 50,830    |
| 4     | Rubens Barrichello | Jordan-Peugeot   | + 1:06,716  |
| 5     | David Coulthard    | McLaren-Mercedes | + 1:22,507  |
| 6     | Martin Brundle     | Jordan-Peugeot   | + 1 Runde   |

### Großer Preis von Deutschland
| Platz | Fahrer             | Team             | Zeit        |
| ----- | ------------------ | ---------------- | ----------- |
| 1     | Damon Hill         | Williams-Renault | 1:21:43,417 |
| 2     | Jean Alesi         | Benetton-Renault | +11,452     |
| 3     | Jacques Villeneuve | Williams-Renault | + 33,926    |
| 4     | Michael Schumacher | Ferrari          | + 41,517    |
| 5     | David Coulthard    | McLaren-Mercedes | + 42,196    |
| 6     | Rubens Barrichello | Jordan-Peugeot   | + 1:42,099  |

Das Forti-Team reiste an, konnte aber seine Motoren nicht bezahlen und nahm somit nicht am Rennwochenende teil. Dies stellte somit das Ende dieses Rennstalls dar.

### Großer Preis von Ungarn
| Platz | Fahrer             | Team               | Zeit        |
| ----- | ------------------ | ------------------ | ----------- |
| 1     | Jacques Villeneuve | Williams-Renault   | 1:46:21,134 |
| 2     | Damon Hill         | Williams-Renault   | + 0,771     |
| 3     | Jean Alesi         | Benetton-Renault   | + 1:24,212  |
| 4     | Mika Häkkinen      | McLaren-Mercedes   | + 1 Runde   |
| 5     | Olivier Panis      | Ligier-Mugen-Honda | + 1 Runde   |
| 6     | Rubens Barrichello | Jordan-Peugeot     | + 2 Runden  |

### Großer Preis von Belgien
| Platz | Fahrer             | Team             | Zeit        |
| ----- | ------------------ | ---------------- | ----------- |
| 1     | Michael Schumacher | Ferrari          | 1:28:15,125 |
| 2     | Jacques Villeneuve | Williams-Renault | + 5,602     |
| 3     | Mika Häkkinen      | McLaren-Mercedes | + 15,710    |
| 4     | Jean Alesi         | Benetton-Renault | + 19,125    |
| 5     | Damon Hill         | Williams-Renault | + 29,179    |
| 6     | Gerhard Berger     | Benetton-Renault | + 29,896    |

### Großer Preis von Italien
| Platz | Fahrer             | Team               | Zeit        |
| ----- | ------------------ | ------------------ | ----------- |
| 1     | Michael Schumacher | Ferrari            | 1:17:43,632 |
| 2     | Jean Alesi         | Benetton-Renault   | + 18,265    |
| 3     | Mika Häkkinen      | McLaren-Mercedes   | + 1:06,635  |
| 4     | Martin Brundle     | Jordan-Peugeot     | + 1:25,217  |
| 5     | Rubens Barrichello | Jordan-Peugeot     | + 1:25,475  |
| 6     | Pedro Diniz        | Ligier-Mugen-Honda | + 1 Runde   |

### Großer Preis von Portugal
| Platz | Fahrer             | Team             | Zeit        |
| ----- | ------------------ | ---------------- | ----------- |
| 1     | Jacques Villeneuve | Williams-Renault | 1:40:22,915 |
| 2     | Damon Hill         | Williams-Renault | + 19,966    |
| 3     | Michael Schumacher | Ferrari          | + 53,765    |
| 4     | Jean Alesi         | Benetton-Renault | + 55,109    |
| 5     | Eddie Irvine       | Ferrari          | + 1:27,389  |
| 6     | Gerhard Berger     | Benetton-Renault | + 1:33,141  |

### Großer Preis von Japan
| Platz | Fahrer                | Team             | Zeit        |
| ----- | --------------------- | ---------------- | ----------- |
| 1     | Damon Hill            | Williams-Renault | 1:32:33,791 |
| 2     | Michael Schumacher    | Ferrari          | + 1,883     |
| 3     | Mika Häkkinen         | McLaren-Mercedes | + 3,212     |
| 4     | Gerhard Berger        | Benetton-Renault | + 26,526    |
| 5     | Martin Brundle        | Jordan-Peugeot   | + 1:07,120  |
| 6     | Heinz-Harald Frentzen | Sauber-Ford      | + 1:21,186  |

## Weltmeisterschaftswertungen

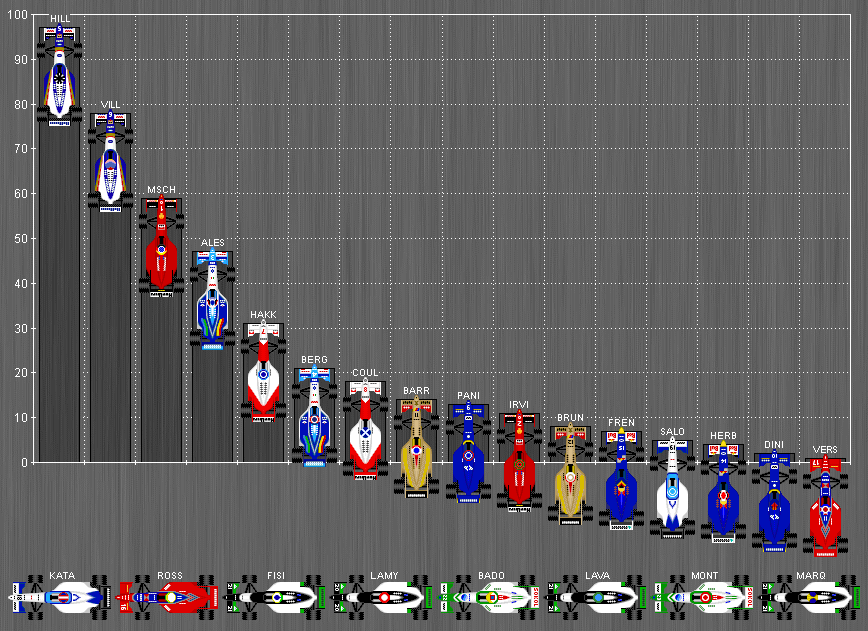
Fahrerwertung der Formel-1-Saison 1996

Weltmeister wird derjenige Fahrer bzw. Konstrukteur, der bis zum Saisonende die meisten Punkte in der Weltmeisterschaft angesammelt hat. Bei der Punkteverteilung werden die Platzierungen im Gesamtergebnis des jeweiligen Rennens aller Rennen berücksichtigt. Die sechs erstplatzierten Fahrer jedes Rennens erhalten Punkte nach folgendem Schema:
| Punkteverteilung | Punkteverteilung | Punkteverteilung | Punkteverteilung | Punkteverteilung | Punkteverteilung | Punkteverteilung |
| ---------------- | ---------------- | ---------------- | ---------------- | ---------------- | ---------------- | ---------------- |
| Platz            | 1                | 2                | 3                | 4                | 5                | 6                |
| Punkte           | 10               | 6                | 4                | 3                | 2                | 1                |

### Fahrerwertung
| Pos. | Fahrer            | Konstrukteur       |     |     |     |     |     |     |     |     |     |     |     |     |     |     |     |     | Punkte |
| 01   | D. Hill           | Williams-Renault   | 1   | 1   | 1   | 4   | 1   | DNF | DNF | 1   | 1   | DNF | 1   | 2   | 5   | DNF | 2   | 1   | 97     |
| 02   | J. Villeneuve     | Williams-Renault   | 2   | DNF | 2   | 1   | 11* | DNF | 3   | 2   | 2   | 1   | 3   | 1   | 2   | 7   | 1   | DNF | 78     |
| 03   | M. Schumacher     | Ferrari            | DNF | 3   | DNF | 2   | 2   | DNF | 1   | DNF | DNS | DNF | 4   | 9*  | 1   | 1   | 3   | 2   | 59     |
| 04   | J. Alesi          | Benetton-Renault   | DNF | 2   | 3   | DNF | 6   | DNF | 2   | 3   | 3   | DNF | 2   | 3   | 4   | 2   | 4   | DNF | 47     |
| 05   | M. Häkkinen       | McLaren-Mercedes   | 5   | 4   | DNF | 8   | 8*  | 6*  | 5   | 5   | 5   | 3   | DNF | 4   | 3   | 3   | DNF | 3   | 31     |
| 06   | G. Berger         | Benetton-Renault   | 4   | DNF | DNF | 9   | 3   | DNF | DNF | DNF | 4   | 2   | 13* | DNF | 6   | DNF | 6   | 4   | 21     |
| 07   | D. Coulthard      | McLaren-Mercedes   | DNF | DNF | 7   | 3   | DNF | 2   | DNF | 4   | 6   | 5   | 5   | DNF | DNF | DNF | 13  | 8   | 18     |
| 08   | R. Barrichello    | Jordan-Peugeot     | DNF | DNF | 4   | 5   | 5   | DNF | DNF | DNF | 9   | 4   | 6   | 6   | DNF | 5   | DNF | 9   | 14     |
| 09   | O. Panis          | Ligier-Mugen-Honda | 7   | 6   | 8   | DNF | DNF | 1   | DNF | DNF | 7   | DNF | 7   | 5   | DNF | DNF | 10  | 7   | 13     |
| 10   | E. Irvine         | Ferrari            | 3   | 7   | 5   | DNF | 4   | 7*  | DNF | DNF | DNF | DNF | DNF | DNF | DNF | DNF | 5   | DNF | 11     |
| 11   | M. Brundle        | Jordan-Peugeot     | DNF | 12* | DNF | 6   | DNF | DNF | DNF | 6   | 8   | 6   | 10  | DNF | DNF | 4   | 9   | 5   | 8      |
| 12   | H. Frentzen       | Sauber-Ford        | 8   | DNF | DNF | DNF | DNF | 4*  | 4   | DNF | DNF | 8   | 8   | DNF | DNF | DNF | 7   | 6   | 7      |
| 13   | M. Salo           | Tyrrell-Yamaha     | 6   | 5   | DNF | DSQ | DNF | 5*  | DSQ | DNF | 10  | 7   | 9   | DNF | 7   | DNF | 11  | DNF | 5      |
| 14   | J. Herbert        | Sauber-Ford        | DNF | DNF | 9   | 7   | DNF | 3   | DNF | 7   | DSQ | 9   | DNF | DNF | DNF | 9*  | 8   | 10  | 4      |
| 15   | P. Diniz          | Ligier-Mugen-Honda | 10  | 8   | DNF | 10  | 7   | DNF | 6   | DNF | DNF | DNF | DNF | DNF | DNF | 6   | DNF | DNF | 2      |
| 16   | Jos Verstappen    | Footwork-Hart      | DNF | DNF | 6   | DNF | DNF | DNF | DNF | DNF | DNF | 10  | DNF | DNF | DNF | 8   | DNF | 11  | 1      |
| 17   | Ukyō Katayama     | Tyrrell-Yamaha     | 11  | 9   | DNF | DSQ | DNF | DNF | DNF | DNF | DNF | DNF | DNF | 7   | 8   | 10  | 12  | DNF | 0      |
| 18   | R. Rosset         | Footwork-Hart      | 9   | DNF | DNF | 11  | DNF | DNF | DNF | DNF | 11  | DNF | 11  | 8   | 9   | DNF | 14  | 13  | 0      |
| 19   | G. Fisichella     | Minardi-Ford       | DNF |     |     | 13  | DNF | DNF | DNF | 8   | DNF | 11  |     |     |     |     |     |     | 0      |
| 20   | Pedro Lamy        | Minardi-Ford       | DNF | 10  | DNF | 12  | 9   | DNF | DNF | DNF | 12  | DNF | 12  | DNF | 10  | DNF | 16  | 12  | 0      |
| 21   | Luca Badoer       | Forti-Ford         | DNQ | 11  | DNF | DNQ | 10  | DNF | DNQ | DNF | DNF | DNQ |     |     |     |     |     |     | 0      |
| 22   | Giovanni Lavaggi  | Minardi-Ford       |     |     |     |     |     |     |     |     |     |     | DNQ | 10* | DNQ | DNF | 15  | DNQ | 0      |
| 23   | Andrea Montermini | Forti-Ford         | DNQ | DNF | 10  | DNQ | DNQ | DNS | DNQ | DNF | DNF | DNQ |     |     |     |     |     |     | 0      |
| —    | Tarso Marques     | Minardi-Ford       |     | DNF | DNF |     |     |     |     |     |     |     |     |     |     |     |     |     | 0      |

| Legende  | Legende            | Legende                                                          |
| Farbe    | Abkürzung          | Bedeutung                                                        |
| -------- | ------------------ | ---------------------------------------------------------------- |
| Gold     | –                  | Sieg                                                             |
| Silber   | –                  | 2. Platz                                                         |
| Bronze   | –                  | 3. Platz                                                         |
| Grün     | –                  | Platzierung in den Punkten                                       |
| Blau     | –                  | Klassifiziert außerhalb der Punkteränge                          |
| Violett  | DNF                | Rennen nicht beendet (did not finish)                            |
| Violett  | NC                 | nicht klassifiziert (not classified)                             |
| Rot      | DNQ                | nicht qualifiziert (did not qualify)                             |
| Rot      | DNPQ               | in Vorqualifikation gescheitert (did not pre-qualify)            |
| Schwarz  | DSQ                | disqualifiziert (disqualified)                                   |
| Weiß     | DNS                | nicht am Start (did not start)                                   |
| Weiß     | WD                 | zurückgezogen (withdrawn)                                        |
| Hellblau | PO                 | nur am Training teilgenommen (practiced only)                    |
| Hellblau | TD                 | Freitags-Testfahrer (test driver)                                |
| ohne     | DNP                | nicht am Training teilgenommen (did not practice)                |
| ohne     | INJ                | verletzt oder krank (injured)                                    |
| ohne     | EX                 | ausgeschlossen (excluded)                                        |
| ohne     | DNA                | nicht erschienen (did not arrive)                                |
| ohne     | C                  | Rennen abgesagt (cancelled)                                      |
| ohne     | keine WM-Teilnahme |                                                                  |
| sonstige | P/fett             | Pole-Position                                                    |
| sonstige | 1/2/3/4/5/6/7/8    | Punktplatzierung im Sprint-/Qualifikationsrennen                 |
| sonstige | SR/kursiv          | Schnellste Rennrunde                                             |
| sonstige | *                  | nicht im Ziel, aufgrund der zurückgelegten Distanz aber gewertet |
| sonstige | ()                 | Streichresultate                                                 |
| sonstige | unterstrichen      | Führender in der Gesamtwertung                                   |

### Konstrukteurswertung

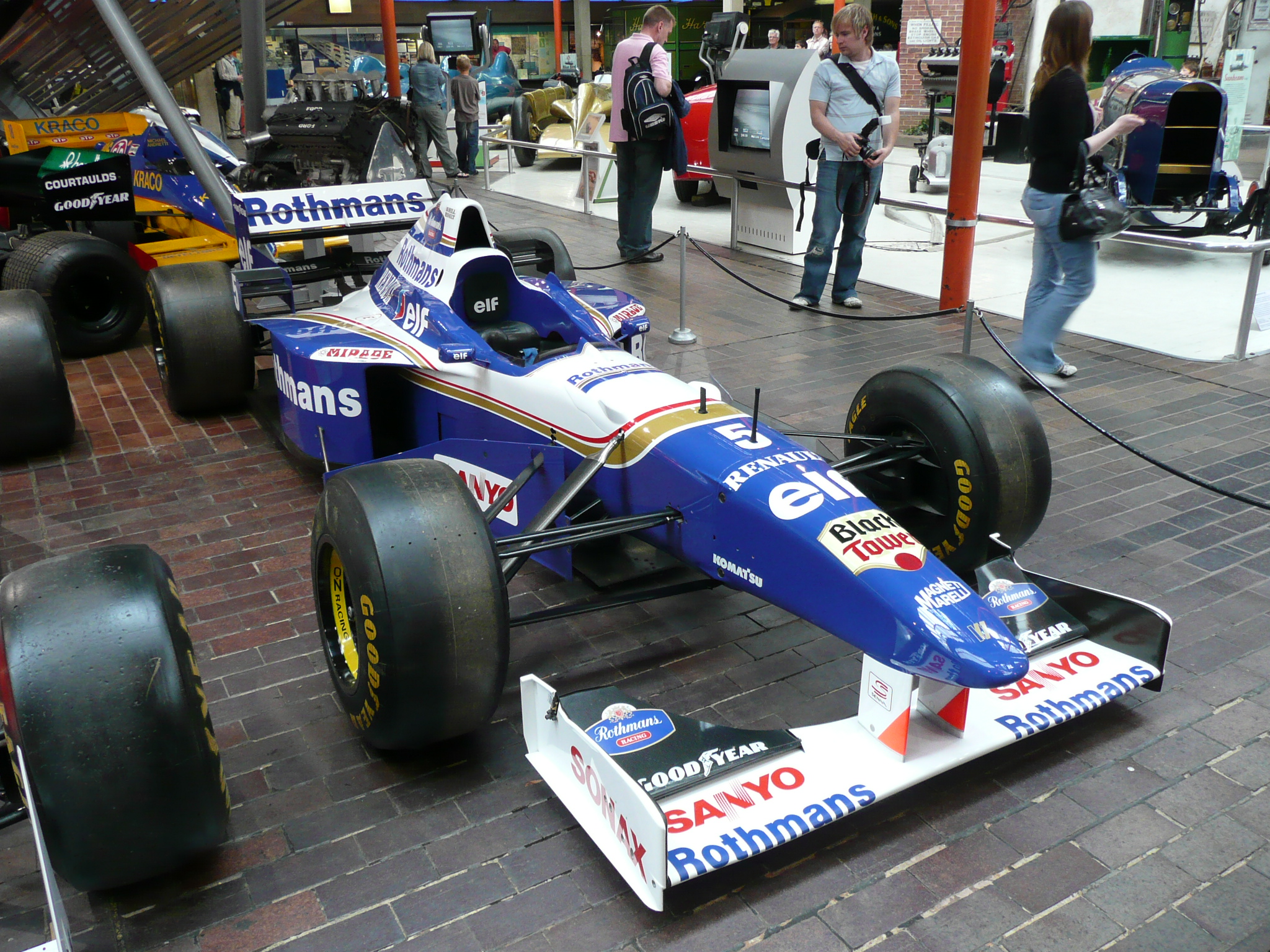
Williams FW18 Renault V10 von 1996

| Pos. | Konstrukteur     | Punkte |
| ---- | ---------------- | ------ |
| 1    | Williams-Renault | 175    |
| 2    | Ferrari          | 70     |
| 3    | Benetton-Renault | 68     |
| 4    | McLaren-Mercedes | 49     |
| 5    | Jordan-Peugeot   | 22     |
| 6    | Ligier-Mugen     | 15     |

| Pos. | Konstrukteur   | Punkte |
| ---- | -------------- | ------ |
| 7    | Sauber-Ford    | 11     |
| 8    | Tyrrell-Yamaha | 5      |
| 9    | Footwork-Hart  | 1      |
| 10   | Minardi-Ford   | 0      |
| 11   | Forti-Ford     | 0      |